# Mishkenot Sha'ananim

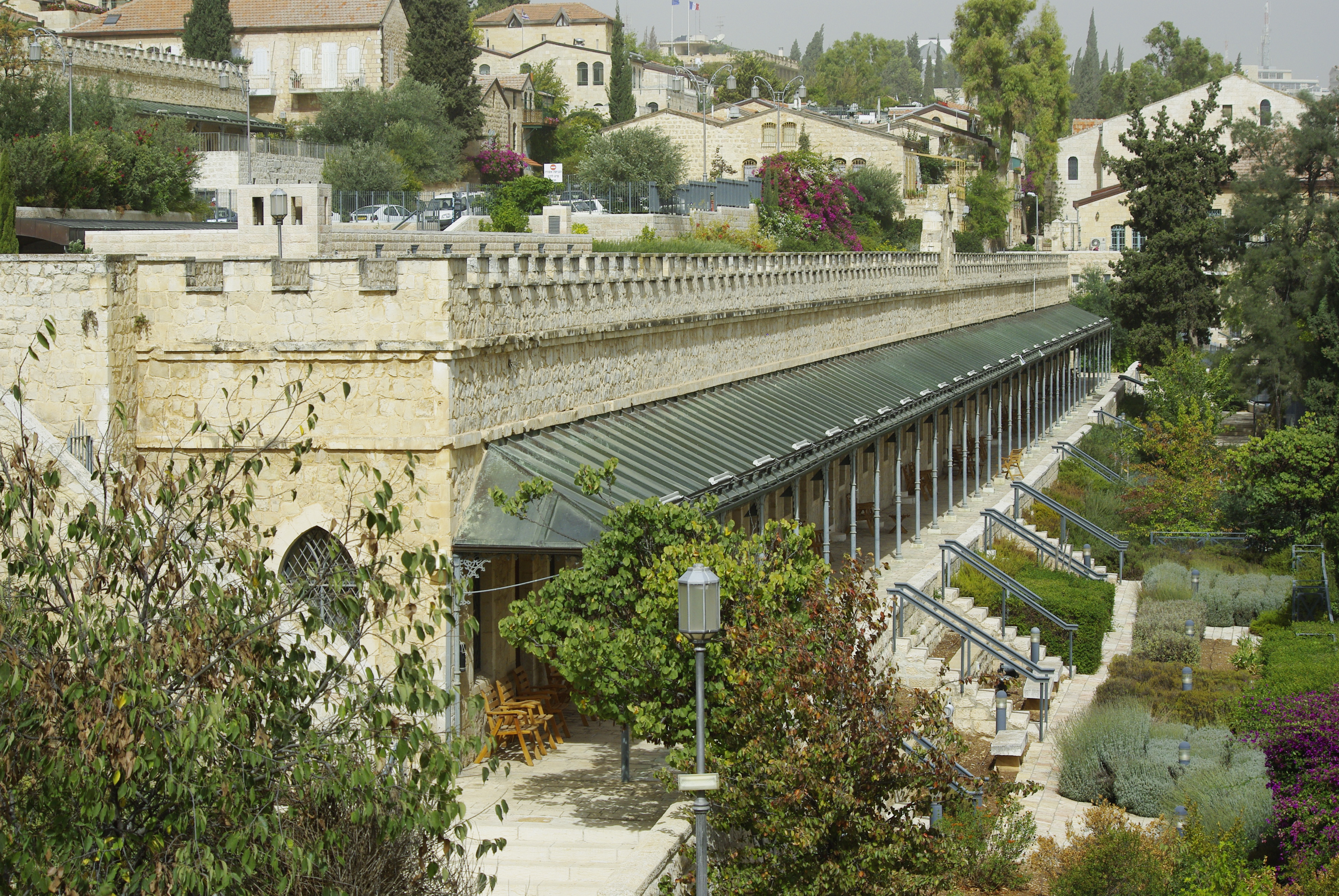
Bâtiment de Mishkenot Sha'ananim, à l'origine du quartier de Yemin Moshé.

Mishkenot Sha'ananim est le premier quartier juif construit à l'extérieur des murs de la Vieille ville de Jérusalem, sur une colline en face du mont Sion.

## Histoire

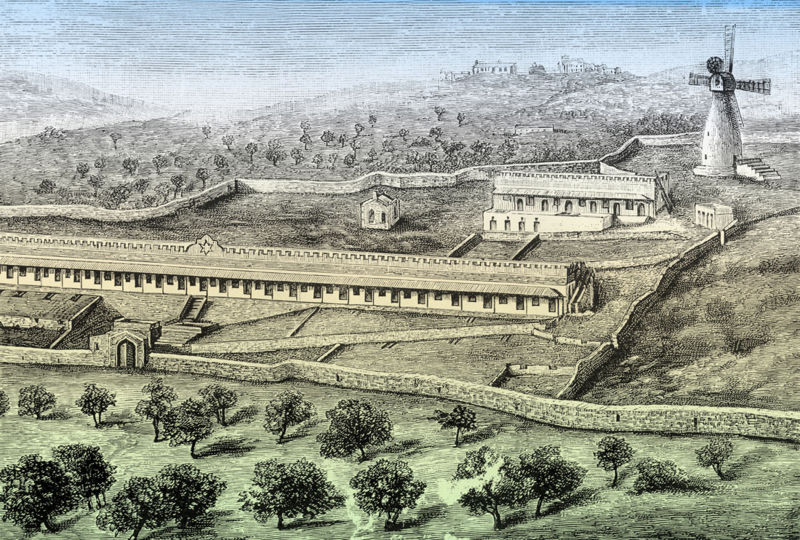
Mishkenot Sha'ananim et le moulin de Montefiore en 1880.

Le quartier est construit par le banquier britannique et philanthrope Sir Moses Montefiore en 1860. Le bâtiment est utilisé d'abord comme un hospice. Comme il était en dehors des murs et ouvert aux pillages, les Juifs étaient réticents à y vivre, même si le logement était luxueux par rapport aux maisons surpeuplées dans la vieille ville. Les gens étaient même payés pour y vivre. Un mur de pierre est construit autour, avec une lourde porte qui était fermée la nuit. Le nom du quartier vient du Livre d'Isaïe 32:18. « Mon peuple demeurera dans des habitations pacifiques, dans des habitations sûres et dans des lieux de repos tranquilles ».
Après la Guerre israélo-arabe de 1948-1949, la vieille ville est capturée par la Légion arabe et Mishkenot se retrouve à proximité de la ligne d'armistice avec le Royaume de Jordanie. De nombreux habitants quittent le lieu, trop proche des tireurs d'élite des légionnaires arabes jordaniens. Seuls les habitants les plus pauvres restent et le quartier devient un bidonville.
Le reste de la ville de Jérusalem est pris par Israël pendant la guerre de 1967. En 1973, Mishkenot est transformé en une maison d'hôtes haut de gamme, de renommée internationale, pour des auteurs, des artistes et des musiciens en visite en Israël. C'est maintenant un centre de congrès. Un centre de musique est inauguré par Pablo Casals.